# Trybunał (piwo)
Trybunał – marka piwa produkowanego przez Browar Piotrków w Piotrkowie Trybunalskim, w województwie łódzkim.

## Nazwa i historia piwa
Nazwa Trybunał odwołuje się do roli, jaką pełnił Piotrków, w czasach Królestwa Polskiego, kiedy to w 1578 roku stał się jedną z dwóch siedzib Trybunału Koronnego. Wiązało się to z sejmikami i zjazdami licznie przybywającej do miasta szlachty, toczącej swoje debaty przy piotrkowskim piwie, o którym pierwsza wzmianka pojawia się już w 1487 roku, kiedy to król Kazimierz Jagiellończyk zatwierdził statut cechu kupców piotrkowskich, obecnie przechowywany w Archiwum Państwowym w Piotrkowie Trybunalskim. To tutaj również, w roku 1466 uchwalono “cyzę”, pierwowzór czopowego, czyli pierwszego podatku od produkcji piwa, który dał początek dzisiejszej akcyzie.
Kolejne dziesięciolecia to silny rozwój browarnictwa w regionie. Właśnie ta branża w owych czasach zatrudniała najwięcej ludzi w Piotrkowie i generowała największe przychody. Pod koniec XVI wieku było tu ok. 150 piwowarów, liczne plantacje chmielu, a produkcja piwa osiągała wielkość ok. 1.300.000 litrów rocznie, co powodowało, że region Piotrkowa postrzegany był jako piwne zagłębie kraju. Mimo iż browarnictwo stanowiło znaczne źródło dochodu dla piotrkowian, sam cech piwowarów ostatecznie powstał dopiero w 1722 roku, kiedy to na mocy przywileju wydanego przez króla Augusta II w Warszawie, określono artykuły regulujące sytuację prawną piotrkowskich browarników. Co ciekawe, w tym czasie wśród wyspecjalizowanych rzemieślników zawodowo zajmujących się browarnictwem w Piotrkowie, 25% stanowiły kobiety.

## Rodzaje piw
Piwo Trybunał produkowane jest w kilku rodzajach:
- Trybunał Pils – piwo w stylu pilzneńskim, 6% alkoholu,
- Trybunał Trójsłodowy – piwo w stylu marcowe, 6% alkoholu,
- Trybunał Ciemne – piwo w stylu ciemnego lagera, 4,8% alkoholu,
- Trybunał Porter Bałtycki – piwo w stylu baltic porter, alk. 9% obj.,
- Trybunał Export – piwo dolnej fermentacji, wyraziście chmielone, alk. 5% obj.,
- Trybunał Jasne Pełne – piwo w stylu jasny pełny lager,4,4% alk.[4]

## Produkcja i cechy charakterystyczne
Woda wykorzystywana do produkcji piwa czerpana jest z własnej studni głębinowej producenta. Producent, Browar Piotrków, należy do firmy DRINK ID sp. z o.o.

## Nagrody i wyróżnienia
- Złoty medal na Frankfurt International Trophy w 2025 r. w kategorii „German-Style Festbier” otrzymał Trybunał Pils[5].
- Srebrny medal na Frankfurt International Trophy w 2025 r. w kategorii „Bohemian-Style Pilsener” otrzymał Trybunał Export[6].
- Srebrny medal na Frankfurt International Trophy w 2025 r. w kategorii „Pale-Ale” otrzymał Cornelius APA[7].
- Podwójny złoty medal na The European Beer Challenge w 2021 r. w kategorii „Pilsner” otrzymał Trybunał Export[8].
- Złoty medal na The European Beer Star w 2020 r. otrzymało piwo Trybunał Porter Bałtycki[9].
- Srebrny medal w konkursie London Beer Competition w 2020 r. w kategorii „Czech Lager” otrzymało piwo Trybunał Export[10].
- Trzy brązowe medale w konkursie London Beer Competition w 2020 r. otrzymały piwa: Trybunał Pils[11], Trybunał Porter Bałtycki[12] i Trybunał Ciemne[13].
- Pierwsze miejsce w Konsumenckim Konkursie Piw Chmielaki Krasnostawskie w 2019 r. w kategorii „Piwa jasne w stylu European Lager” otrzymał Trybunał Pils[14].
- Złoty medal w międzynarodowym konkursie Brussels Beer Challenge w 2014 r. otrzymało piwo Trybunał Export[15].